# Melantrich
Melantrich (tchèque : Nakladatelství Melantrich, maison d'édition Melaantrich) était une maison d'édition tchèque active de 1897[réf. nécessaire] à 1999.

## Historique

### 1897-1918: les débuts

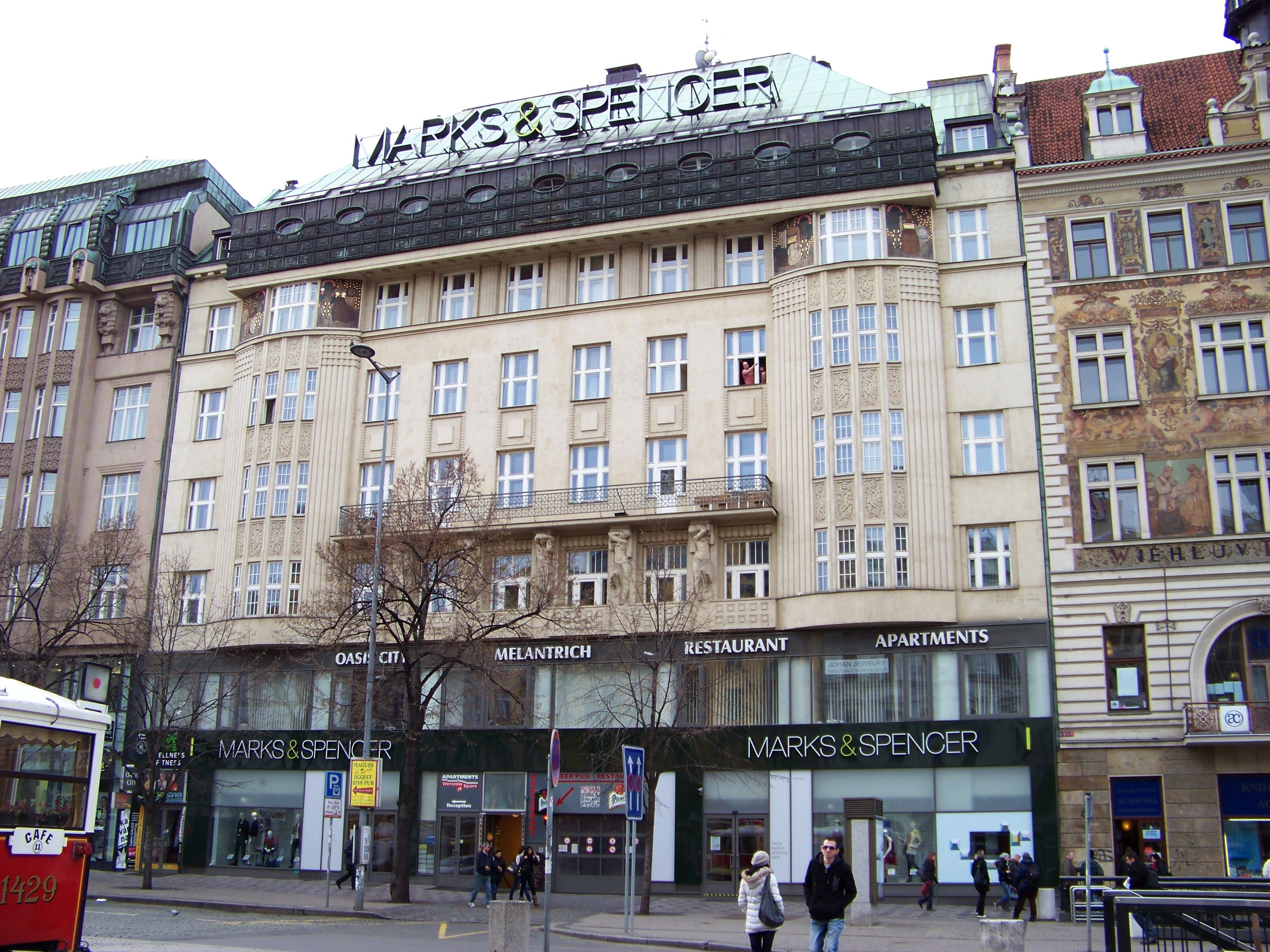
Le bâtiment Melentraich sur la place Venceslas

Le 4 avril 1897 fut fondé le Parti national social tchèque qui créa le 9 juillet 1898 l' Imprimerie des travailleurs nationalistes-socialistes tchèque : Tiskárna národně sociálního dělnictva. basée dans la rue Školská, dans le quartier Nové Město de Prague. Il faut lancé un quotidien dirigé par Václav Klofáč (cs), Démocratie tchèque (Česká demokracie) mais sans beaucoup de succès
En 1907, Jaroslav Šalda fonda le quotidien České slovo (Le Mot tchèque) à l'approche des élections législatives de 1907 de Cisleithanie, premières élections au suffrage universel masculin. Le succès fut tel que la maison d'édition put acheter en 1910 l'immeuble Hvězda (L'Étoile) sur la place Venceslas et le baptisa Melantrich, du nom d'un éditeur et imprimeur tchèque de la Renaissance, Jiří Melantrich d’Aventin, qui avait publié une célèbre Bible et près de 260 livres en tchèque. Le bâtiment fut rénové et agrandi en 1913 par l'architecte Jugendstil Bedřich Bendelmayer (cs). La maison d'édition prit le nom de Melantrich, grafický a umělecký ústav národně sociální strany (Institut graphique et artistique du Parti national social).
La Première Guerre mondiale freina le développement de la société, et Le Mot tchèque fut interdit de publication à partir de 1915.

### 1918-1945: une entreprise florissante pendant la Première république tchécoslovaque

Logo de České slovo, 1938

Après la fondation de la Première république tchécoslovaque, Melantrich et Le Mot tchèque soutinrent la politique du président Tomáš Masaryk et restèrent affiliés au Parti national social tchécoslovaque (il avait changé de nom), bien que les opinions du parti et du directeur de la publication n'étaient pas toujours les mêmes. En 1924, Melantrich devint une société anonyme et Jaroslav Šalda la présida jusqu'en 1945.
En 1919, Melantrich acheta une imprimante venue de Suisse et qui était à la pointe du progrès pour l'époque. Elle l'installa rue Spálená (Praha) (cs) et put tirer Le Mot tchèque à 110 000 exemplaires par jour (30 000 pour l'édition du matin et 80 000 le soir, plus 40 000 exemplaires pour l'édition dominicale). En 1929, ce fut 755 000 exemplaires par jour.
En 1920 fut lancé Pražský ilustrovaný zpravodaj (cs) (La Lettre illustrée de Prague), premier c[Quoi ?] tchèque, où les illustrations et photos jouaient un grand rôle. Quant à Hvězda československých paní a dívek (cs) (L'Étoile des femmes et jeunes femmes tchécoslovaques), sa diffusion put aller jusqu'à 400 000 exemplaires. Parmi ses autres publications des années 1920 et 1930, on peut citer A-Zet (un tabloïd), Večerní Slovo (Les nouvelles du soir), STAR, Eva, Vkus, Mladý hlasatel (Le Jeune orateur). 
En 1928 fut établie une succurasale à Ostrava, une autre à Brno en 1934, ainsi qu'à Žilina.
En 1936 fut créée une maison d'édition musicale MelPa (Melantrich + Pazdírek), un orchestre et l'agence de voyages Prago Via. Melantrich a aussi repris la Compagnie d'assurance du peuple républicain qui était en faillite avec une dette de 12 millions de couronnes tchécoslovaques (CZK). Le sauvetage complet de la compagnie d'assurance coûta finalement 20 millions de CZK). En 1938, Melantrich réalisait un chiffre d'affaires de 138 298 705 CZK, avait 2 000 employés et était l'une des entreprises d'impression les plus importantes et modernes d'Europe.

La marque Melantrich devint un objet de fierté nationale qui consolidait le sentiment d'appartenance et montrait la vitalité de la culture tchèque. 
Le critique littéraire Bedřich Fučík (cs) dirigea Melantrich de 1929 à 1939. Comme Jaroslav Šalda, il sut développer le secteur livres de Melantrich.
Après l'invasion de la Tchécoslovaquie par la Wehrmacht et la création, en mars 1939, du Protectorat de Bohême-Moravie, les nazis muselèrent la presse et plusieurs personnes de Melantrich furent arrêtées, dont  Jaroslav Šalda en 1941. Malgré tout, Meantrich contribua à Résistance au nazisme par l'impression de journaux clandestins comme Rudé právo, le journal du parti communiste tchécoslovaque.

### 1945-1996: du communisme à la disparition

Logo de Svobodné Slovo.

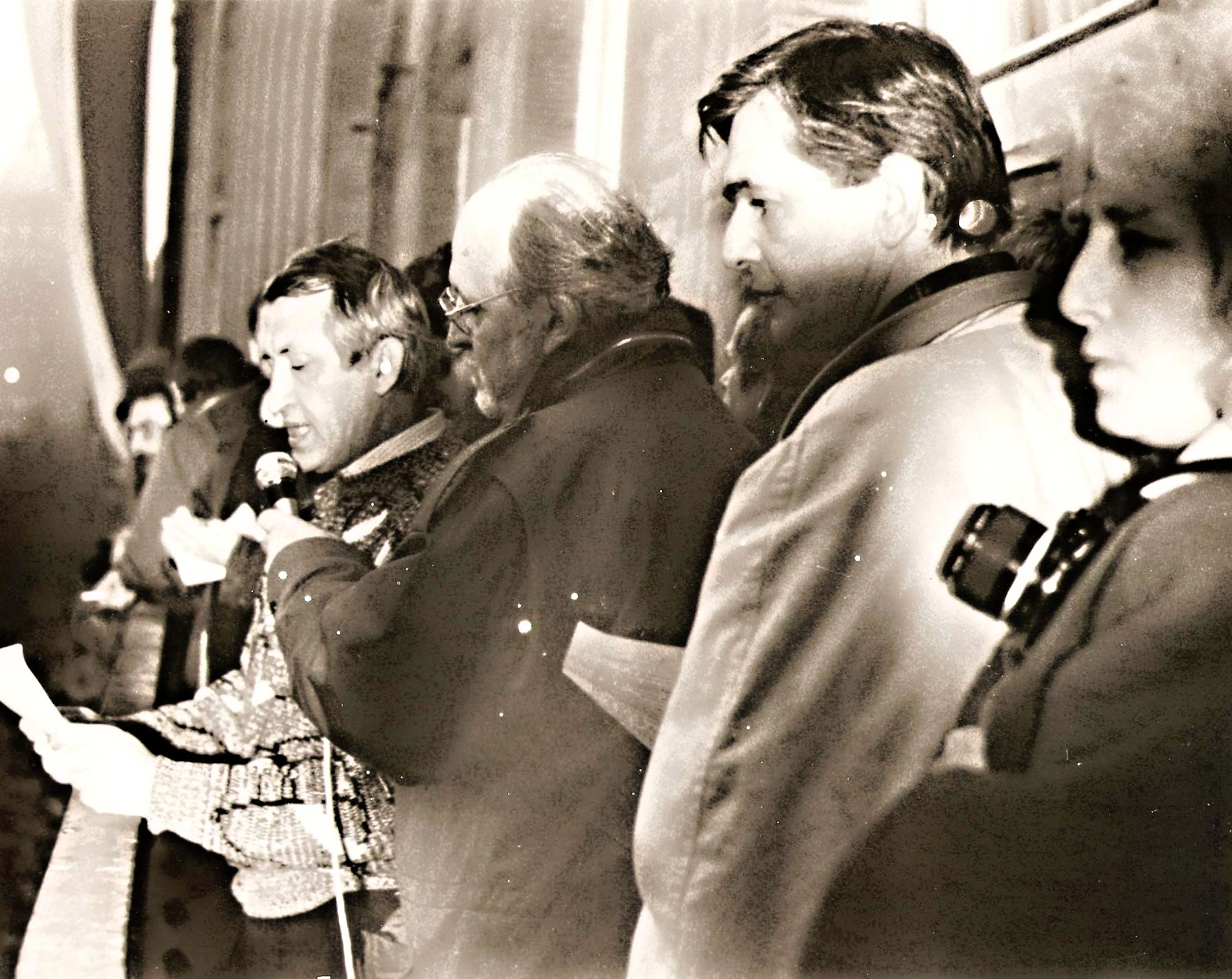
Des orateurs sur le balcon de l'immeuble Melantrich le 21 novembre 1989 pendant la Révolution de velours.

Paradoxalement, ce n'est qu'après la guerre que Šalda a été officiellement privé de sa position de dirigeant. Le 7 juin 1945, le parti prit possession de Melantrich, scindant ses différentes activités. Julius Firt (cs) en fut le premier directeur. Le Mot tchèque fut rebaptisé Monde libre, et de nouveaux magazines furent lancés : Svobodný zítřek, Sobota, Světový pramen. 
Après 1948 et le coup de Prague, les communistes ont confisqué et nationalisé tous les biens immobiliers de Melantrich. À partir de 1950, Melantrich a fonctionné comme la maison d'édition centrale du Parti socialiste tchécoslovaque contrôlé par les communistes, publiant des brochures du parti et des publications similaires.
La liquidation progressive du sens de Melantrich se reflétait également dans ses changements de nom. Dès le début de 1957, la maison d'édition a été rebaptisée Svobodné slovo - Melantrich, seulement Svobodné slovo après 1959 : Václav Hulínský (cs) qui en était le directeur fut démis de ses fonctions dans le cadre d'une campagne orchestrée par Václav Kopecký contre le parti socialiste tchécoslovaque.
Pendant le printemps de Prague, la maison d'édition reprit son nom de Melantrich, et la publication comme la qualité des livres augmentèrent, mais tout prit fin avec la « normalisation ».
En novembre 1989, le balcon de Melantrich servait de tribune aux orateurs lors des manifestations de la Révolution de velours.
En 1990, Melantrich est redevenue une société anonyme.  Au début des années 90, Melantrich était la plus ancienne maison d'édition de République tchèque. Néanmoins, il était clair que la société, comme de nombreux autres grands éditeurs, avait du mal à s'adapter aux nouvelles conditions du marché, aux coûts d'impression et aux loyers élevés : les journaux et les magazines de la maison d'édition perdaient des millions chaque année avec des tirages en diminution. Svobodné slovo fut vendu à Chemapol, qui a changé son nom en Slovo (Le mot) et fit faillite deux ans plus tard. Slovo fut vendu fin 1998 à la maison d'édition allemande Mittelrhein-Verlag (de), qui publiait également Zemské noviny (Le Verbe) en République tchèque. Ce dernier a licencié quatre-vingt-dix pour cent des rédacteurs et a déménagé la rédaction dans la rue Římská, à Prague. Le journal a été supprimé en 2001. La maison Melantrich a été vendue aux enchères en 1999 et Melantrich a cessé ses activités en 1999. Aujourd'hui, le bâtiment historique sur la place Venceslas abrite le grand magasin Marks & Spencer, un centre de bien-être et un hôtel d'appartements.

Publications
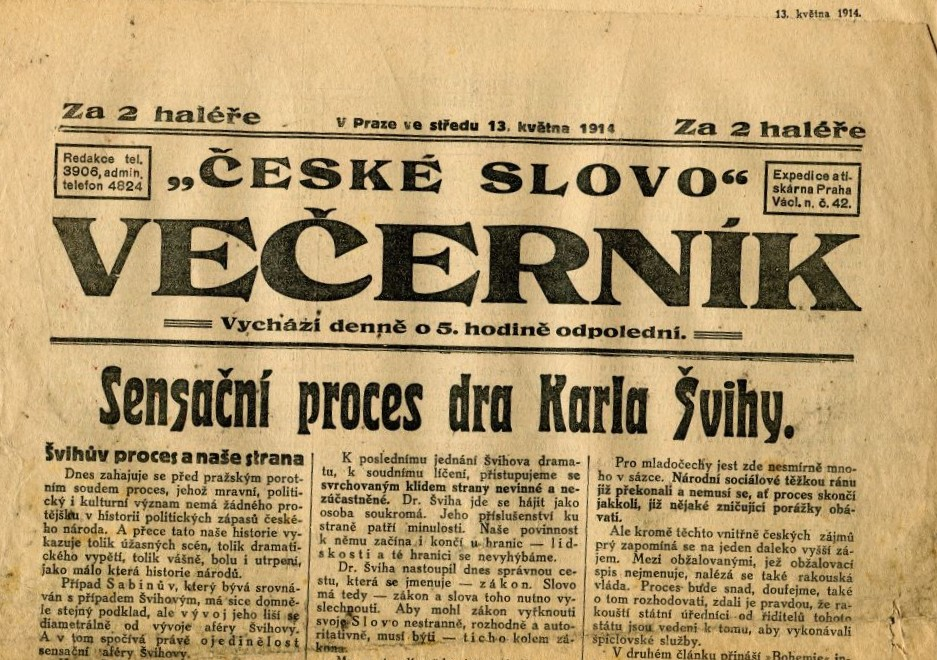
České Slovo, 1914
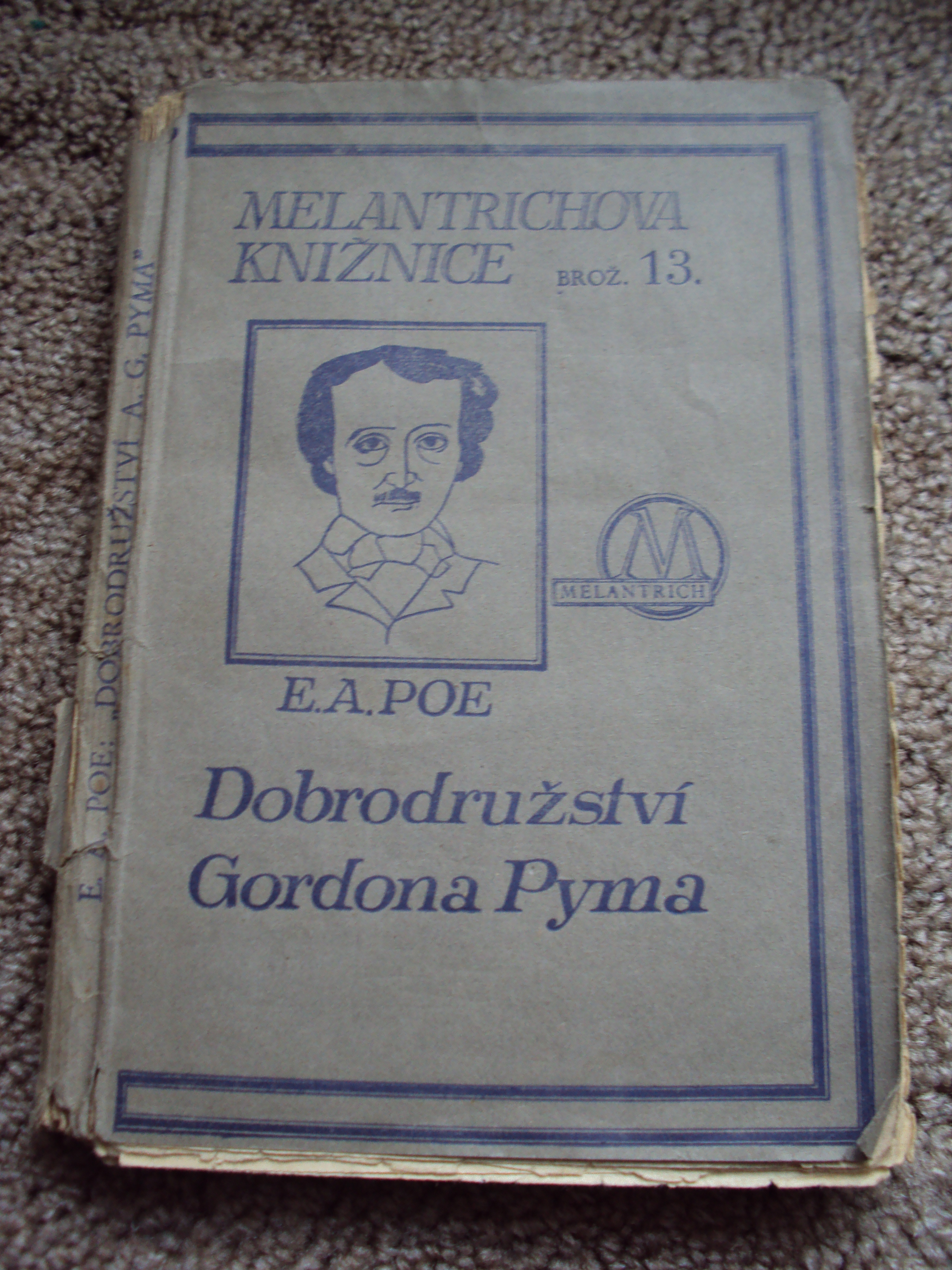
Un livre d'Edgar Allan Poe de 1929
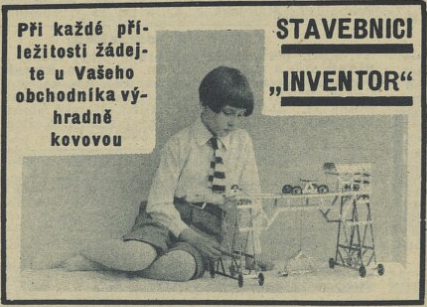
Publicité parue dans Hvězda, 1930
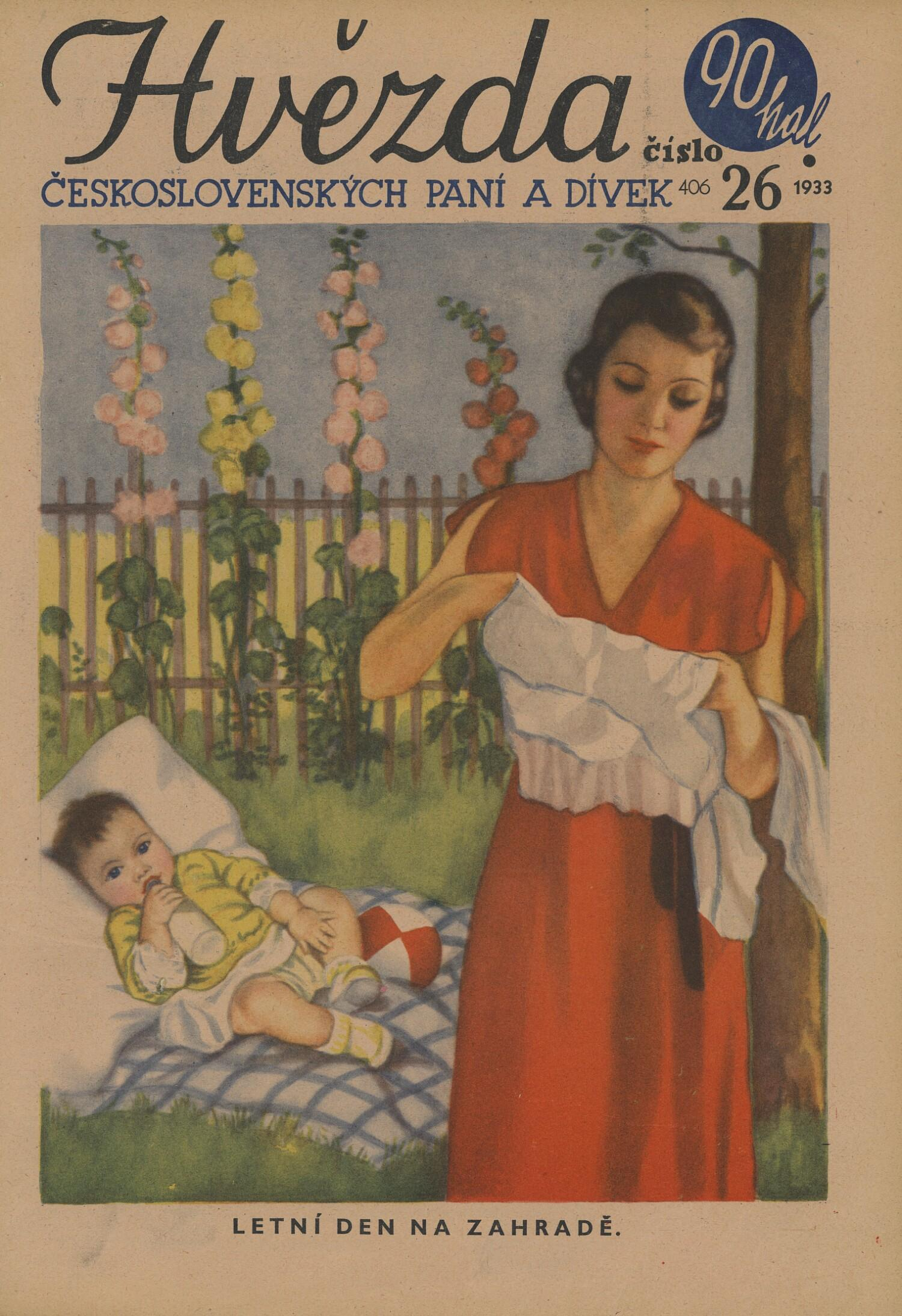
Hvězda československých paní a dívek (cs) (L'Étoile des femmes et jeunes femmes tchécoslovaques) en 1933
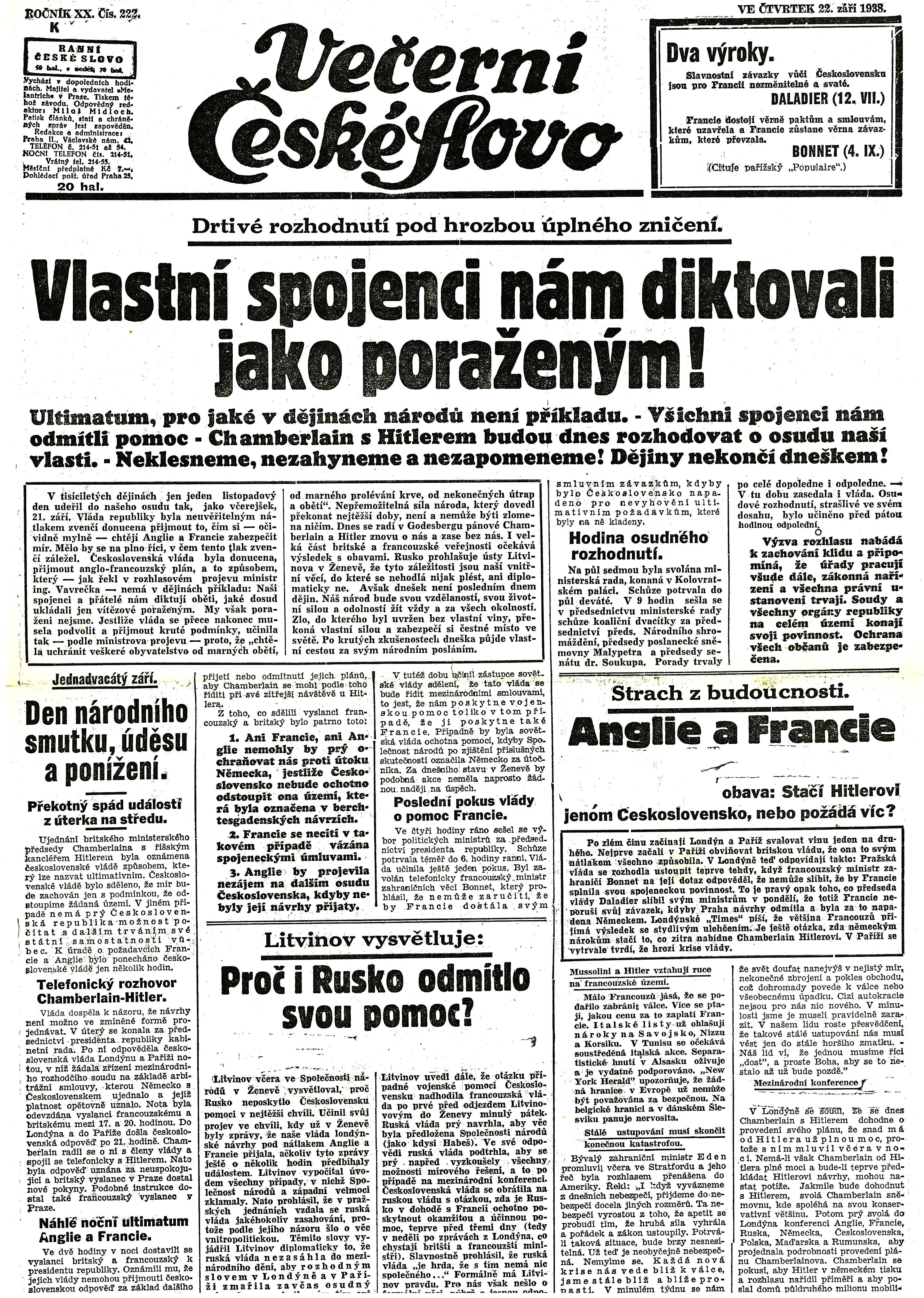